# Castello aragonese (Reggio Calabria)
Il castello aragonese di Reggio Calabria è la principale fortificazione della città, sorge in piazza Castello tra la via Aschenez e la via Possidonea. Esso è considerato, insieme ai Bronzi di Riace, uno dei principali simboli storici della città di Reggio. Dal 1956 ospita l'osservatorio dell'Istituto nazionale di geofisica.

## Storia

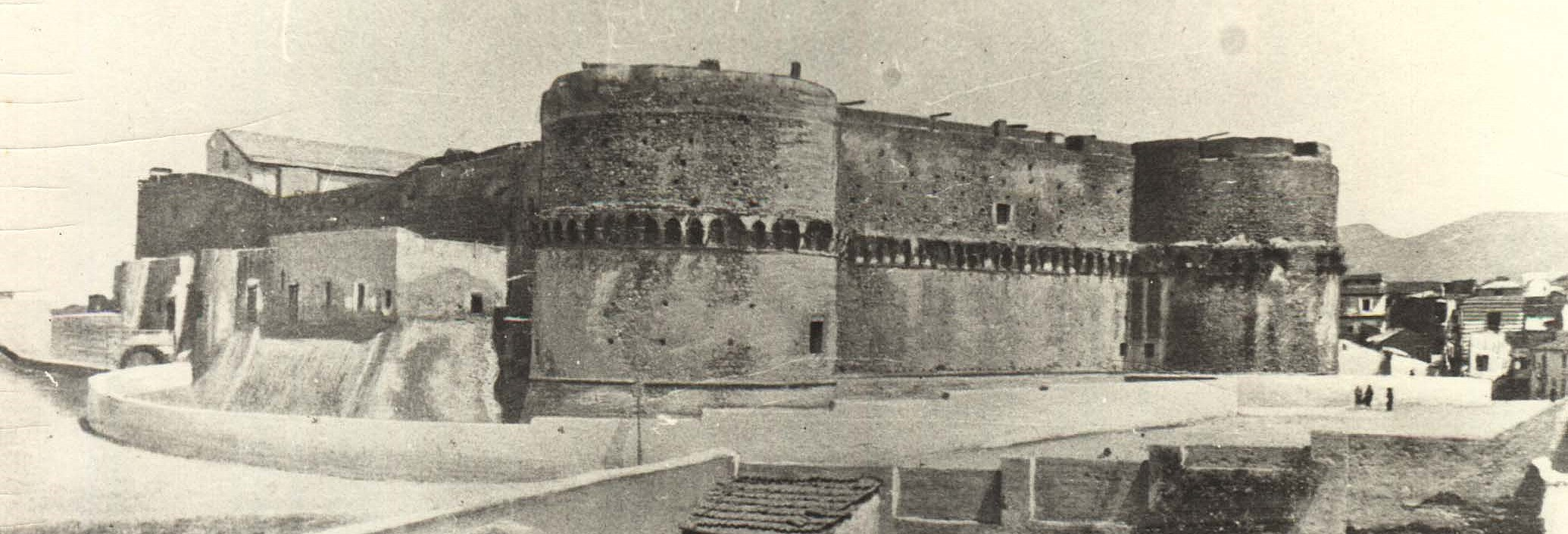
il castello nel XIX secolo.

Pur se universalmente noto come "aragonese", il castello di Reggio ha in realtà origini molto più antiche, tracce di una fortificazione di questa zona della città infatti risalgono ad epoche di molto precedenti alla costruzione del castello vero e proprio.

### Antichità
Oggi la collina sulla quale si erge la fortezza è molto meno evidente, ma nell'antichità essa rappresentava un punto importante per la tutela del sistema delle mura. Molto probabilmente la cinta della palaiapolis (la palèpoli che era l'arcaica città fondata nell'VIII secolo a.C. dai calcidesi) aveva, come angolo inferiore delle mura che discendevano dall'acropoli, proprio l'area dell'attuale castello. Nel periodo ellenistico, con l'allargamento della città verso il mare, la collina rimase un luogo fortificato di notevole importanza militare, mentre le mura, che nella polis d'epoca classica piegavano verso nord, scendevano ora fino al porto; il sito archeologico delle "Mura greche" sul lungomare Matteotti mostra infatti l'angolo della cinta.
In epoca romana, durante il periodo imperiale, le mura non furono probabilmente curate e restaurate, vista la prosperità di cui godeva l'impero, e i forti più importanti lungo la cinta furono abbandonati al loro destino.

### Medioevo
Sotto l'imperatore Giustiniano I, durante la guerra tra i Goti e i Bizantini, Belisario entrò a Reggio per liberarla dai barbari e trovò la città priva di fortificazioni, così il generale ordinò immediatamente il restauro della cinta muraria. Egli non poteva infatti permettere che la città fosse sguarnita visto l'importante ruolo che il porto di Reggio ricopriva nei collegamenti tra l'Italia e Costantinopoli. Si riprese dunque la parte inferiore delle mura che erano appoggiate al porto, la collina del castello divenne quindi il bastione angolare della cinta, rivolto verso la montagna. Tutto ciò creò un centro fortificato che proteggeva il porto di Reggio e tutta la Calabria meridionale. L'esistenza documentata di un vero e proprio castello risale quindi all'anno 536.
Nel 1059 la fortezza passò dai Bizantini ai Normanni e nel 1266 a Carlo I d'Angiò. Dall'epoca dei Normanni, che vi stabilirono la corte, il castello fu modificato ed ampliato in più riprese.
Una sostanziale parte del lavoro avvenne durante il lungo regno di Federico II di Svevia, quando l'autorità imperiale dovette provvedere ad un sistema difensivo statale del Regno di Sicilia. L'area interessata doveva avere ospitato una fortezza angolare delle mura bizantine, e un donjon (una torre-mastio) durante la dominazione normanna. La parte sveva del castello di Reggio rimase in piedi fino a dopo il terremoto del 1908, ed era una costruzione a pianta quadrata, con quattro torri angolari, anch'esse di forma quadrata.
Venne restaurato nel 1327, dopo le ripetute guerre tra Angioini ed Aragonesi, quindi fortificato nel 1381 dalla regina Giovanna I. Nel 1382 Carlo di Durazzo ordinò al capitano governatore di Reggio la restaurazione del castello ponendo scrupolosa attenzione affinché i lavori fossero adempiti da tutti gli addetti.

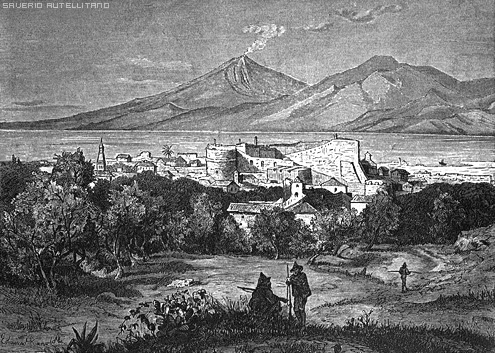
Vecchia incisione che raffigura Reggio e il suo castello

I restauri del castello di Reggio erano in relazione con la guerra allora scoppiata tra Carlo di Durazzo e l'altro pretendente al trono napoletano Luigi d'Angiò. Pare inoltre che tra i partecipanti al restauro del castello ci fosse anche Agatro Malarbi da Gerace, il quale contribuì non poco a mantenere tranquilla la Calabria.
Dal momento della sua costruzione, data l'importanza strategica, il castello subì una continua serie di restauri e di modifiche, tutti tesi ad adeguare la struttura difensiva all'evoluzione delle macchine d'assedio, e poi alle artiglierie con polvere da sparo.
A questo scopo, in epoca spagnola, re Ferrante fece eseguire nel 1458 le modifiche più sostanziali sotto la direzione dei lavori di Baccio Pontelli (noto architetto e discepolo di Giorgio Martini): si aggiunsero due grosse torri merlate verso sud e un rivellino (opera esterna con artiglieria) ad oriente; fu aggiunto il fossato, alimentato dal torrente Orangi (che scorreva nei pressi dell'attuale piazza Orange). Dopo un primo intervento si dovette alzare l'opera di svariati metri per permettere ai cannoni di colpire fino al quartiere extraurbano di Sbarre.
Nel 1539 Pietro da Toledo ne fece aumentare la capienza interna in modo da poter rifugiare quasi 1000 persone, permettendo di salvare più volte i reggini dalle invasioni dei Turchi durante le quali il castello fu usato come prigione.

### Età moderna

Francobollo raffigurante il castello di Reggio, monumento nazionale

Nonostante numerosi interventi, l'aspetto del castello rimase pressoché inalterato dall'epoca di Ferdinando I fino a quando ne venne decisa la riconversione in caserma che comportò l'abbattimento del rivellino con l'unificazione del piano interno; durante il Risorgimento il castello aragonese divenne infatti prigione politica e luogo di esecuzione dei ribelli.
Nel 1860, la città e il castello vengono espugnati da Giuseppe Garibaldi, quindi con l'unità d'Italia e il nuovo piano regolatore della città (redatto nel 1869), il bastione venne considerato un "corpo estraneo" nel nuovo assetto urbanistico, volendo al suo posto ricavare una grande piazza. Ciò fece scoppiare delle diatribe tra chi voleva demolire il castello per fare scomparire l'ultima testimonianza del dominio spagnolo e chi voleva impedirne la demolizione perché monumento storico di antiche ed importanti memorie cittadine. All'idea del Comune di Reggio, che nel 1874 lo acquistò dal Governo per demolirlo, si oppose l'allora ministro della Pubblica Istruzione, affermando che il castello era un monumento archeologico.
Nel 1892 la Commissione provinciale dei beni archeologici decretò una parziale demolizione del castello, pur con la conservazione delle due torri poiché "monumento storico della città", e cinque anni dopo (nel 1897) il castello venne dichiarato monumento nazionale.
Nei primi anni del '900 fu utilizzato da una brigata di artiglieria. Il terremoto del 1908 danneggiò i locali più antichi, lasciando però illese le due torri; il danneggiamento, se pur minimo, della struttura fece sì che un decreto legge del Genio Civile del 1917 indicasse le modalità di demolizione, ma nello stesso anno il castello fu risparmiato poiché adibito a caserma.
Alla fine comunque prevalse la decisione di abbattere il castello aragonese: pur avendo resistito ai terremoti e ai decreti di demolizione, esso fu deliberatamente mutilato della sua parte più antica, anche in nome di una struttura urbanistica più razionale. La fortezza fu infatti in parte demolita per congiungere la via Aschenez alla via Cimino, secondo le indicazioni del piano regolatore redatto da Pietro de Nava, su consiglio dell'amministrazione comunale.
A più riprese fu demolita quindi la quasi totalità della struttura, mantenendo la parte più significativa del bastione: quella con le due torri aragonesi, che ancora oggi si ergono maestose al centro della piazza.

### Storia recente
Dal primo dopoguerra al 1986 il castello aragonese è stato sede dell'osservatorio dell'Istituto nazionale di geofisica, dotato di un centro sismico e di uno meteorologico.
Dal 1983 al 1986 la sala circolare del torrione sud del castello è stata sede dell'Associazione Ambientalista Kronos 1991, la quale a sua volta ha ospitato il Club UNESCO di Reggio, l'ENPA, e numerose associazioni culturali.
Il 7 maggio 1986, a causa di inadeguati lavori di restauro, crollò una parte del castello sul versante nord-ovest.
Dichiarato inagibile, il castello, negli anni successivi, fu oggetto di attenzione dell'associazionismo cittadino per chiederne il restauro. 
Con la riqualificazione dell'ambiente circostante (piazza Castello e via Aschenez), e con la ristrutturazione completa, il castello aragonese è divenuto uno spazio per eventi culturali e sociali.

## Il Castello nella cultura di massa
Nel 1981, le Poste Italiane dedicarono al Castello un francobollo da 70 lire, facente parte della raccolta nota come "Castelli d’Italia".